# Microrregión de Vacaria
La microrregión de Vacaria es una de las microrregiones del estado brasileño de Rio Grande do Sul perteneciente a la mesorregión Nordeste Rio-Grandense. Su población fue estimada en 2005 por el IBGE en 158.912 habitantes y está dividida en catorce municipios. Posee un área total de 17.257,515 km².

## Municipios
- Bom Jesus
- Cambará do Sul
- Campestre da Serra
- Capão Bonito do Sul
- Esmeralda
- Ipê
- Jaquirana
- Lagoa Vermelha
- Monte Alegre dos Campos
- Muitos Capões
- Pinhal da Serra
- São Francisco de Paula
- São José dos Ausentes
- Vacaria